# The Long Shadow
The Long Shadow è una miniserie televisiva britannica del 2023 in 7 episodi, trasmessa dalla rete televisiva ITV dal 25 settembre al 6 novembre 2023.
Basata su fatti realmente accaduti, la miniserie narra la lunga indagine (1975-1980) della polizia britannica per catturare il cosiddetto Squartatore dello Yorkshire (Yorkshire Ripper), autore degli omicidi di 13 donne e l'aggressione di almeno altre 7. 
Il killer, il camionista Peter Sutcliffe (1946-2020), tenne in scacco la polizia per più di 5 anni, nonostante fosse stato interrogato ben 9 volte nel corso degli anni. I suoi omicidi avvenivano in zone frequentate da prostitute (ma non solo) e colpirono l'opinione pubblica anche per la loro efferatezza e crudeltà (le vittime venivano colpite con un martello e poi uccise con una serie di coltellate).
Scritta dallo sceneggiatore George Kay, la serie è tratta da dettagliati resoconti dell'epoca, dai rapporti della polizia, dalle interviste ai protagonisti e soprattutto dal libro Wicked Beyond Belief di Michael Bilton (2003).
In Italia la miniserie è inedita.

## Trama
1975: la giovane Wilma McCann, madre di 4 figli, viene trovata barbaramente uccisa nei pressi di un parcheggio a Leeds. Il detective Dennis Hoban s'incarica delle indagini e ben presto dovrà accertare altri omicidi a Bradford, tutti con le stesse caratteristiche: aggressione con un martello e poi uccisione con numerose pugnalate. La polizia si concentra all'inizio sulle prostitute e sui veicoli che frequentano le zone abituali, ma gli indizi appaiono solo confusi e sommari (impronte di pneumatici e di stivali di gomma, testimonianze poco precise sia sulle auto sia sui guidatori), mentre le uccisioni aumentano e il killer sembra operare anche fuori Leeds. Vengono quindi interrogati i tassisti, mentre vengono realizzati alcuni identikit. Tuttavia le indagini (che passano nel frattempo prima a Jimn Hobson, quindi a George Oldfield) non portano a niente di concreto e l'opinione pubblica inizia a criticare fortemente l'operato della polizia, soprattutto quando le vittime cominciano ad essere studentesse e non prostitute. Quando la polizia riceve una lettera dal presunto assassino e poi una cassetta con una registrazione audio, le indagini vanno nella direzione di un particolare accento della zona, ma è un vicolo cieco che non porta a nulla. L'assassino, Peter Sutcliffe, viene preso solo 5 anni dopo, il 2 gennaio 1981, durante un controllo della polizia agli uomini appartati con prostitute.